# Dónde están los ladrones?
Dónde Están los Ladrones? é o quarto álbum de estúdio e o segundo lançado mundialmente pela artista musical colombiana Shakira. O seu lançamento ocorreu em 29 de setembro de 1998 pela Columbia Records e Sony Music Latin. Depois de alcançar sucesso na América Latina com seu disco de estreia em uma grande gravadora, Pies Descalzos (1995), Shakira conheceu o produtor Emilio Estefan, que identificou seu potencial para entrar no mercado hispânico dos Estados Unidos e tornou-se seu empresário. Como co-produtora do projeto, Shakira alistou diversos colaboradores, incluindo o colaborador anterior, Luis Fernando Ochoa, juntamente com Pablo Flores, Javier Garza, Lester Mendez e Estefan, que produziram o material. 
Dónde Están los Ladrones? apresenta como gênero predominante o rock latino e dance-rock, além de baladas pop, ao passo em que incluí interpolações de mariachi e de música árabe; sua instrumentação inclui baixo, bateria, guitarra, trompete, piano e acordeão. Shakira é citada como a única compositora de todas onze faixas que compõem o disco, as quais exploram temas como o amor em suas diferentes etapas focadas no efeito mental da perda do autocontrole. Reflete também sobre a atitude de cada pessoa em relação à ação do furto nas diferentes esferas; tanto nas relações interpessoais quanto nos aspectos da sociedade.
Após o seu lançamento, Dónde Están los Ladrones? recebeu críticas positivas de críticos de música, que elogiaram seus sons e letras, com um profissional comparando a colombiana à canadense Alanis Morissette. Consequentemente, ganhou diversos prêmios e reconhecimentos, foi indicado a Melhor Álbum de Rock Latino, Urbano ou Alternativo, durante a 41.ª  edição dos Grammy Awards. Em 2020, a Rolling Stone colocou-o entre os 500 melhores álbuns de todos os tempos, sendo um dos poucos em espanhol e o único de um artista sul americano na lista. Comercialmente, o álbum foi um sucesso, sendo certificado em várias regiões, incluindo a terra nativa da artista, a Colômbia, onde foi reconhecido com platina tripla. Nos Estados Unidos, o trabalho chegou ao número 131 da tabela Billboard 200, e ficou na liderança dos periódicos genéricos Top Latin e Latin Pop Albums. Foi eventualmente certificado como platina pela Recording Industry Association of America (RIAA) e converteu-se em um dos discos latinos mais vendidos nos Estados Unidos. Até 2001, mais de 7 milhões de réplicas do projeto já haviam sido comercializadas pelo mundo. 
Seis singles foram lançados de Dónde Están los Ladrones?: "Ciega, Sordomuda", "Tú", "Inevitable", "No Creo", "Ojos Así" e "Moscas en la Casa". Todos foram bem posicionados nas tabelas latinas dos Estados Unidos, sendo que o primeiro citado liderou ambas Hot Latin Songs e Latin Pop Airplay. Como forma de divulgação do material, Shakira apresentou algumas faixas do álbum em programas televisivos e cerimônias de premiação, como no Domingão do Faustão, na primeira edição do Grammy Latino e no The Rosie O'Donnell Show; nesse último, marcou sua estreia na televisão americana. A cantora, ainda, embarcou na Tour Anfibio, que visitou a América do Norte e do Sul ao longo de 2000.

## Antecedentes e desenvolvimento

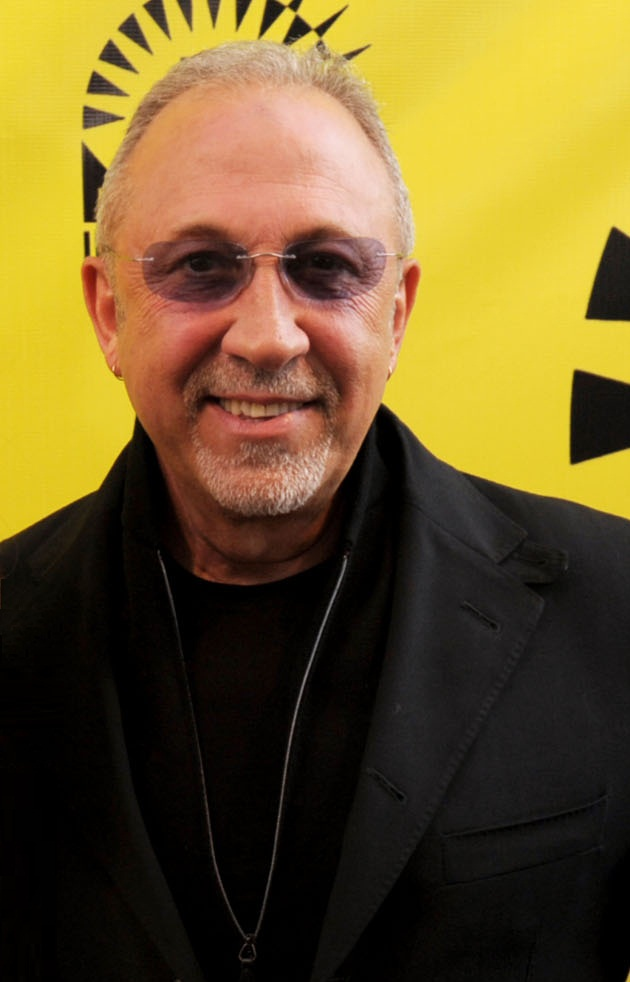
Emilio Estefan se tornou empresário de Shakira na época do desenvolvimento do álbum e também atuou como produtor executivo.

Em 1993, Shakira — então com treze anos de idade — assinou um contrato com a gravadora Sony Music. Seu álbum de estreia, Magia, foi lançado em 1991, e em grande parte é composto por faixas que ela havia composto desde que tinha oito anos de idade. Comercialmente, o álbum foi um fracasso, vendendo cerca de 1200 cópias em seu país natal. O disco seguinte da artista, Peligro, foi lançado em 1993, e sofreu um desempenho semelhante. No ano seguinte, Shakira interpretou a protagonista Luisa María Rico na telenovela El Oasis, "uma jovem nobre e modesta de uma família bem sustentada que se apaixona perdidamente pelo rapaz errado". Apesar do sucesso da atração na Colômbia, ela sabia que o seu destino era a música e entrou em um hiato de dois anos, permitindo-lhe completar o ensino médio. Nesse meio-tempo, a Sony decidiu lançar um álbum de compilação com várias faixas de artistas colombianos, intitulado Nuestro rock. A cantora sentiu que esta era a sua oportunidade de mostrar suas habilidades como compositora e, numa viagem de volta para sua casa, começou a elaborar as letras de uma canção intitulada "¿Dónde estás corazón?". Durante a gravação da faixa, ela conheceu o compositor compatriota Luis Fernando Ochoa, que encarregou-se da produção de vários temas inclusos em Nuestro rock. Ochoa também compôs a melodia da canção, com o processo sendo descrito pela artista como "simples, divertido e criativo". Nesse momento, ela percebeu que Ochoa era o produtor que precisava para recomeçar sua carreira musical, concluindo que teria que desistir de seu sonho caso o próximo álbum não fosse um sucesso. Ochoa foi o primeiro a ver "o potencial de Shakira além de uma baladeira simples".
Com o sucesso de "¿Dónde estás corazón?" nas rádios, a Sony renovou o contrato com a cantora. O acordo estabeleceu o que a artista exigia, onde ela se encontrava com "maior autoridade em seu repertório, suas letras e arranjos", e pediu que "todos os seus vídeos tivessem qualidade cinematográfica". Ao invés de apenas cumprir as exigências contratuais, desta vez Shakira foi capaz de tomar o tempo necessário e canalizar todos os seus sonhos, pensamentos e imagens em sua música; para a gravação do álbum, ela mudou-se para Bogotá, terra natal de Ochoa, para trabalhar com ele. Após ser lançado, Pies Descalzos converteu-se no disco em que Shakira foi "descoberta", com a cantora estabelecendo notoriedade em toda a América Latina. Foi premiado com o "diamante prismático" na Colômbia, reconhecendo um milhão de cópias vendidas no país. O álbum também atingiu as posições de número três e cinco nas tabelas latinas de álbuns Billboard Top Latin Albums e Billboard Latin Pop Albums, respectivamente. Mais tarde, foi certificado de platina pela Recording Industry Association of America (RIAA). Mundialmente, vendeu mais de cinco milhões de cópias.
Após a promoção de Pies Descalzos se findar, Shakira foi apresentada a Emilio Estefan, o produtor mais importante do mercado hispânico da época, por seu promotor e amigo de longa data, Jairo Martínez. Estefan era famoso por agenciar as carreiras de vários cantores, como Enrique Iglesias, Thalía e sua esposa, Gloria Estefan. Ele decidiu trabalhar com Shakira ao identificar seu potencial para ter sucesso no mercado hispânico dos Estados Unidos e expandir sua presença comercial naquele país. A este respeito, a colombiana disse: "Eu fiquei 10 minutos com ele, conversando, e percebi que ele era a pessoa certa e que eu estava no lugar certo". Estefan acrescenta: "Eu soube imediatamente que ela era especial — que essa garota tinha algo novo e fresco para o mercado. [...] E era isso que eu amava, eu amo pessoas que amam música, então a conexão foi muito forte". Ainda assim, Shakira queria manter total controle criativo e autonomia sobre sua música. Antes de assinar o contrato, os papéis e deveres foram definidos. Estefan seria seu empresário e seu produtor executivo, mas ela seria responsável por todas as letras, arranjos e teria aprovação sobre o produto final das gravações. Apesar dos rumores de que eles tiveram diferenças durante e depois desse período, a musicista elogiou o produtor por lhe dar autonomia enquanto a ajudava a se manter na indústria, atribuindo a parceria a um plano do "destino". Anos mais tarde, ela afirmou: "Ele me deu toda a segurança e a confiança que eu precisava para empreender este projeto, e disponibilizou as pessoas-chave com quem trabalhei, os colaboradores deste álbum".

## Gravação e produção
Desde então, Shakira começou a produção de Donde Están Los Ladrones? no estúdio Crescent Moon Studios, localizado em Miami, Flórida, de propriedade de Estefan. Ela já havia recrutado seu produtor de longa data Luis Fernando Ochoa, mas unir forças com Estefan nos Estados Unidos, a fez ampliar sua visão para um mundo de novas colaborações. Ele a fez conhecer o artista e compositor Estefano, e providenciou para que ela viajasse pelo país para se conectar com diferentes músicos e produtores afim de dar vida às suas ideias no álbum. Uma das pessoas que foram atraídas logo no início foi o compositor indicado ao Grammy e ao Emmy Awards, Dillon O'Brian. Embora ele já tivesse ouvido falar da cantora pela primeira vez por meio de seu amigo, o produtor de sucesso Steve Lindsey, houve murmúrios na indústria sobre a novata colombiana, conforme relata: "No mundo da música, alguém sempre faz uma fofoca musical e vem com algum tipo de comparação — 'Isso é como aquilo'. Então alguém havia me dito, 'Ela é como a Madonna Latina', ou algo assim. [...] Claro que quando você a ouve, você percebe que ela não tem nada de Madonna, pelo menos musicalmente".

"Realmente foi incrível — éramos apenas duas pessoas sentadas no mesmo banco ao piano, e não falávamos a língua um do outro. Foi algo totalmente legal e orgânico. Ficamos lá por algumas horas e foi um daqueles raros momentos em que havia quatro a cinco pessoas no estúdio, mas apenas duas pessoas estavam lá com o propósito específico de escrever uma música".

— O'Brian falando sobre o processo de desenvolvimento do álbum.
O'Brian não sabia muito mais sobre a cantora, exceto que ela havia vendido milhões de discos na América Latina e que tinha interesse em um som eclético. Ele havia combinado de encontrá-la para uma sessão de composição em Los Angeles, onde Shakira apareceu com um gerente de artistas e repertorios (A&R). Ele sentou-se com ela ao piano e a mostrou algumas ideias diferentes para melodias. Shakira tinha um caderno no colo, cheio de letras e trechos de músicas que ela havia escrito antes, mas ela ainda não dominava o inglês. O representante de A&R agiu como tradutor em alguns casos, mas a dupla se comunicava principalmente por meio da música, expressões faciais, sons e gestos com as mãos. Isso foi o suficiente para que começassem a trabalhar em uma música em potencial e, logo em seguida, eles fizeram progressos em um verso e uma suíte. O'Brian lembrou: "Ela estava fazendo sons para indicar que gostava da direção que eu estava tomando. [...] Mas ainda não estávamos chegando a um refrão que ela gostasse. Então eu disse: 'Bem, deixe-me ouvir algumas das coisas que você fez até agora', e fomos para a sala de controle para tocar alguns de seus discos. Essa foi a primeira vez que a ouvi cantar — eu não a tinha ouvido antes disso — e percebi que ela tinha uma voz enorme. Eu fiquei tipo, 'Caramba, essa garota é incrível'. Foi bem na época em que Alanis Morissette apareceu, e Shakira tinha aquela qualidade vocal única, mas ela também tinha sua própria personalidade".
O'Brian de repente teve uma inspiração, conforme relata: "Eu disse, 'acho que sei o que você está procurando', e cantei uma melodia. Os olhos dela simplesmente brilharam". A melodia e os acordes do refrão eram de uma música que ele havia escrito para um álbum solo que nunca foi lançado, e acabou fazendo parte do refrão de uma balada, nomeada "Tú". Shakira revelou mais tarde que levou seu tempo aperfeiçoando a canção até que ela conseguiu o que queria: "Essa música, em específico, é uma das muitas que tiveram mais de duas ou três demos antes de serem gravadas". Muito antes da cantora entrar na cena musical, o disco-jóquei (DJ) Pablo Flores já havia mixado uma música de Gloria e, uma noite, anos mais tarde, quando Shakira estava fazendo um brainstorming para Dónde Están los Ladrones?, Flores e seu parceiro musical Javier Garza fizeram uma curta faixa com um groove do Oriente Médio e deram para Estefan, conforme relata: "Estávamos fazendo outro remix, e recebemos uma ligação de Emilio, e ele disse: 'Vocês podem vir aqui?' [...] Shakira tinha ouvido a faixa instrumental. Ela era descendente de libaneses e um dos planos que ela tinha na vida era fazer uma música em homenagem a essa herança dela. Lembro que ela nos disse: 'Essa faixa em particular não é o que estou procurando — quero algo mais acelerado — mas vocês têm os sons certos e é esse o caminho que eu quero seguir". Flores Estefan e Javier Garza, outro produtor recrutado, descartaram o groove original e começaram do zero. Com Shakira, eles chegaram aos sons que compunham "Ojos Así". Além de co-produzir a supracitada, Garza também mixou várias músicas do álbum, incluindo "Ciega, Sordomuda" e "No Creo". De acordo com ele, o processo de mixagem foi semelhante, mas menos intenso do que algumas das experiências de produção: "Ela era muito prática", ele descreveu, elaborando mais tarde, "Se ela não gostasse de uma seção, nós trabalhávamos [na faixa] e realmente nos concentrávamos nela. Ela não tinha medo de dizer, 'Vamos tentar outra coisa'".

"Ela gosta de ter opções diferentes e analisar cada uma delas até que ela tenha certeza absoluta de que a que ela escolher é a parte perfeita para o quebra-cabeça"

— Garza explicando o quão detalhista Shakira era durante a produção do álbum.
O que mais prolongou a produção do álbum foi o fato de que Shakira queria a perfeição, pois sabia que haveria muitas pessoas que a julgariam em seu segundo lançamento internacional, para ver se ela continuaria pródiga na música em nível latino-americano, por ter sido considerada um "fenômeno". Ela sabia que alguns poderiam dizer que ela havia mudado demais, e outros poderiam reprová-la se ela permanecesse inalterada, sem evoluir, confessando: "Tudo que eu podia fazer era ser eu mesma. Eu entendo que tudo o que tenho que fazer é escrever a música que sei escrever e fazê-la de coração, porque fui designada para isso. Dessa forma, tudo se desenvolveu naturalmente, mais até do que eu poderia imaginar". Além disso, a colombiana insistiu na perfeição do material, trabalhando nele até a exaustão. "Eu fiz duas ou três demos de cada música. Eu me tornei um ser humano tão exigente comigo mesma que até que a música me arrepiasse os cabelos eu não conseguia parar", revelou. Para a gravação do álbum foram utilizados amplificadores antigos para conseguir obter um som melhor, bem como um microfone alemão com mais de 40 anos de existência para fazer diversas inovações em mixagens instrumentais. O projeto levou nove meses para ser concluído; como mais pessoas trabalharam nele, mais opiniões foram consideradas, e mais demos foram realizadas, o que tornou o processo de produção mais longo e complicado que Pies Descalzos. Shakira comentou: "Para mim é um[a quantidade de] tempo normal, o período de gestação de um bebê; mas muita gente, balançando o dedo, me diz que não se pode demorar tanto".

## Título e arte

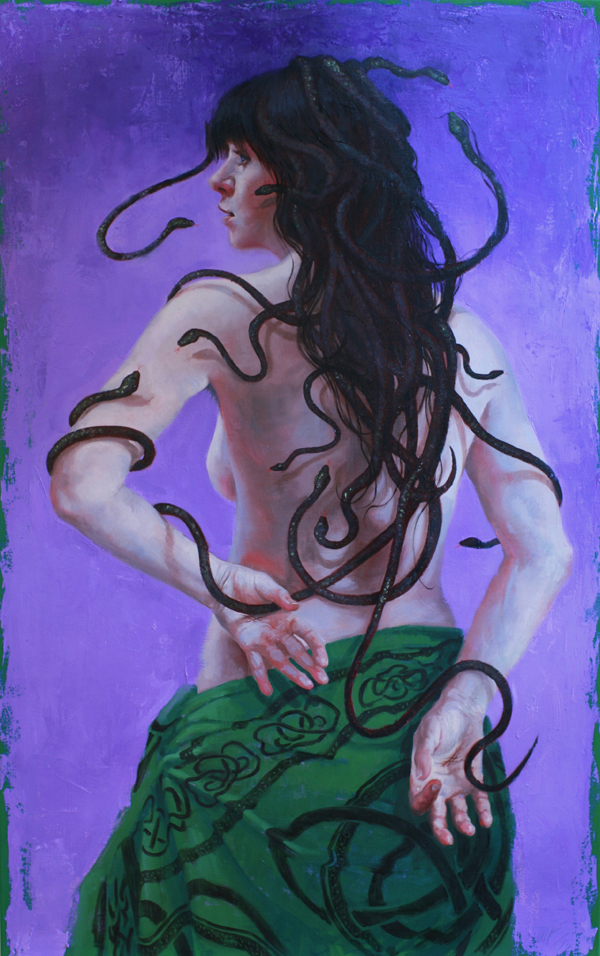
O cabelo de Shakira na capa do álbum foi comparado com o da górgona Medusa (foto).

O título e o conceito do álbum foi inspirado em uma das viagens de Shakira para Bogotá, Colômbia. No Aeroporto Internacional El Dorado, depois de terminar sua Tour Pies Descalzos, parte de sua bagagem foi roubada, incluindo uma pasta que continha todas as letras em que ela vinha trabalhando para seu próximo projeto. Shakira explicou à MTV: "Quando eu estava em um aeroporto, roubaram minha mala e numa delas estavam minhas músicas e eu não tinha cópias, não me lembrava de nada, foi traumático. Eu estava prestes a começar esse novo álbum [...] todas as músicas estavam sem finalização". Sentimentos de impotência e vazio tomaram conta da colombiana, tanto que por alguns dias e noites ela não pensou em nada além das pessoas que estavam com seu material: "Fiquei completamente traumatizada. O trauma do furto, a depressão, a tristeza [...] completamente bloqueada. Os ladrões nunca apareceram, nem as músicas". Ela ofereceu recompensas financeiras pelas canções, com seu apelo sendo transmitido na televisão colombiana. Nada funcionou, então ela não teve escolha senão compor novamente. Apesar disso, a artista não conseguia parar de pensar: "Quem são eles? O que eles estão procurando? Onde estão eles?". A artista procurou por uma razão por trás do roubo de suas músicas: "Cheguei à conclusão de que existem todos os tipos de ladrões. Um ladrão não é apenas uma pessoa que pega um objeto físico que não o pertence. Há ladrões que roubam sentimentos, espaço, tempo, sonhos, direitos", ela filosofa.
O título do álbum também evoluiu para uma referência à corrupção política e à desconfiança social geral que permeiam a sociedade colombiana contemporânea. Shakira explicou o nome do projeto, dizendo: "De acordo com esse ponto de vista, todos nós roubamos uma vez ou outra, inclusive eu. As mãos sujas [na capa do álbum] representam a culpa compartilhada. Ninguém é completamente limpo, no final somos todos cúmplices". A capa do álbum mostra a artista em frente à uma parede rosa acinzentada. Shakira é retratada em plano médio, com uma expressão facial séria, olhando fixamente para a frente, o que Moacir Jose Marcon Junior, autor do artigo Mulheres no rock: capas de discos sob a ótica de gênero, sentiu que evoca "coragem, autoconfiança", com as palmas de suas mãos cobertas de fuligem. Uma vez que para Shakira ninguém está completamente "limpo" e somos todos cúmplices, as mãos sujas representam a culpa compartilhada. As unhas da cantora não parecem estar esmaltadas, dialogando com uma aparência presumidamente "mais natural". Ela usa uma blusa de modelagem justa que acentua a sua silhueta, marcando seu busto e cintura fina. O decote V da blusa também parece alongar e afinar seu corpo. Ademais, na opinião de Junior, a cor vermelha da roupa pode remeter à ideia de sedução como também aludir ao "perigo" parecendo dialogar com o título do álbum.
O cabelo de Shakira tensiona as representações tradicionais de feminilidade, uma vez que não é liso nem está alinhado e perfeitamente arrumado, evocando uma aparência, de certo modo e em certa medida, mais "rebelde"; tal aparência mais "alternativa", "ameaçadora" e "selvagem" pode estar conectada aos dreadlocks usados pela cantora. Em 2018, na rede social Reddit, mais especificamente no tópico a respeito da comemoração de 20 anos do disco, pessoas relacionaram os dreads da imagem a cobras em movimento, declarando que o penteado parecia ser uma releitura da górgona da mitologia grega Medusa. De acordo com Junior, a figura de Medusa pode remeter ao título do projeto, ou seja, à ideia de roubo, uma vez que, de acordo com o mito, aqueles que olhassem para Medusa teriam seus corpos petrificados, suas vidas "roubadas". Ademais, o autor notou que o uso de dreadlocks pode ser compreendido como uma alusão a apropriação cultural, ou seja, uma ação praticada por grupos dominantes, que consiste em se apoderar de elementos de outra cultura inferiorizada, eliminando ou modificando seus significados e desconsiderando a opressão sistemática muitas vezes imposta por esse mesmo grupo dominante. Após o sucesso comercial do álbum, garotas de vários países copiaram o estilo de Shakira, trançando seus cabelos e usando braceletes. Em 2024, a revista musical Rolling Stone colocou sua capa na posição 82 da lista das 100 melhores capas de álbum de todos os tempos.

## Estrutura musical
"Para mim, cantar sobre as manifestações do amor é inevitável. Aquele sentimento maravilhoso que nos seduz em um transe hipnótico, como em 'Ciega sordomuda', ou nos obriga a desistir de tudo, como em 'Tú', nos faz acreditar unicamente na pessoa que amamos, como em 'No creo', torna difícil para nós esquecermos, como em 'Sombra de ti' ... Mas minhas músicas também incluem visões sociais. É o caso de 'Octavo día' e 'Dónde están los ladrones?' que, com uma dose de humor ou ironia, questionam certas atitudes que frequentemente vemos".

 —Shakira falando sobre a música e as letras do álbum..
Dónde Están los Ladrones? apresenta como gêneros predominantes o rock latino, o dance-rock e baladas pop, ao passo em que inclui interpolações de mariachi e de música árabe; sua instrumentação inclui baixo, bateria, guitarra, trompete, piano e acordeão. A primeira faixa do álbum é "Ciega, Sordomuda". Iniciando-se com o som de acordes de trompetes típicos de mariachi, a obra também contém o apoio de um violão sobre um loop dançante e uma guitarra elétrica. Seu lirismo exala uma atitude impetuosa, tratando sobre um amor complexo que desafia a razão e os conselhos. A intérprete traça um retrato vívido de sua luta, descrevendo-se como "burra, cega, surda-muda", mostrando vulnerabilidade e obsessão. "Si Te Vas" é uma faixa rock em que Shakira explora os sentimentos de traição, ressentimento e empoderamento depois que seu parceiro romântico a trocou por outra mulher. As letras retratam um sentimento de frustração e decepção para com a pessoa que decidiu deixá-la, enquanto o adverte: "Quando as rugas marcarem a pele dela e a celulite invadir suas pernas / você retornará do seu inferno com o rabo entre os chifres implorando mais uma chance / mas até lá estarei a um milhão de noites longe desta enorme cidade / longe de você". "Moscas en la Casa" é uma suave balada cujo refrão vai construindo tensão até o nome da música ser mencionado no final. Sua escrita foi inspirada pela conturbada relação da cantora com o ator porto-riquenho Osvaldo Ríos. Em seus versos, ela descreve cruamente o sentimento de vazio e tristeza que uma ruptura sentimental deixa, cantando: "Meus dias sem ti são tão escuros / tão longos, tão cinzentos / meus dias sem ti".
A quarta canção é "No Creo", um dance-rock cativante com elementos de conga e salsa. Em seu instrumental, a intérprete também contribui tocando uma gaita. A música alegre é uma declaração de amor honesta para a pessoa incondicionalmente amada, como evidenciado nos trechos: "Só você sabe bem quem eu sou / e é por isso que é teu o meu coração / só você contraria minha razão / e é por isso que vou aonde você quiser". Assim como indica seu título, na letra ela expressa que não acredita em nada e em ninguém, nem mesmo em si mesma, mas acredita no sorriso daquela pessoa especial. Além disso, contém menções a normas populares socialmente aceitas ou não aceitas, bem como filósofos, como Sorte, Venus e Marte, Karl Marx, Jean-Paul Sartre, Brian Weiss. "Inevitable", o número seguinte, começa suavemente com um violão antes de desembocar em um rock com riffs fortes e vocais agressivos de Shakira. A letra a mostra confessando, completamente apaixonada, que não saber fazer café e que não toma banho aos domingos, até mesmo que uma vez possa ter sido infiel. Mas que "ninguém pensa em ti como eu", lamenta ela dolorosamente, "mesmo que isso não importe para você". "Octavo Día" é uma canção orientada para o folk-rock; em suas linhas de tom satírico, Shakira fala de uma sociedade superficial e humanista, na qual nem mesmo Deus gostaria de estar. Inicia-se com ela cantando que, no oitavo dia e depois de "tanto trabalhar" na criação do mundo, Deus fez uma viagem ao espaço sideral, antes de retornar e encontrar o mundo tomado por uma "desordem infernal". Então, ele decide ir embora, restando ao ser humano "ter que adorar ao Michael Jackson, Bill Clinton ou Tarzan".
A sétima peça, "Que Vuelvas", é outra música inspirada em seu relacionamento com Ríos. Contendo cordas de aço, o som de uma guitarra e distorções ocasionais, a obra assume uma batida de dance-rock, equipado com refrões exuberantes que se tornaram uma marca registrada do estilo rock de Shakira. É uma música crua e carregada de emoção que transmite a luta interna de querer alguém de volta em sua vida enquanto luta contra o peso do orgulho próprio. A repetição do apelo; "eu quero que volte, eu quero que regresse" é tão comovente quanto poderoso. Na balada "Tú", a intérprete oferece ao amado todo o seu ser e seus bens – desde seus ossos e neurônios, até seu silêncio e seu nariz –, desde que ele fique com ela para sempre: "Porque tu és, meu sol, a fé com que vivo/ a potência da minha voz, os pés com que caminho / É tu, amor, minha vontade de rir/ o adeus que não saberei dizer/ porque nunca poderei viver sem ti". A contundente faixa título, "Dónde están los ladrones?", é um country-rock apoiado por guitarras, cujos versos pedem que sejam encontrados os bandidos que roubam, mas desta vez a intérprete não está se referindo apenas aos que roubaram sua bagagem no aeroporto, ela também fala dos ladrões "de gravata" (provavelmente se referindo aos políticos) e aqueles que extorquem através da fé religiosa. No final do refrão, ela recorre um pouco ao dualismo e levanta a possibilidade de que ela mesma possa ser um deles. A penúltima faixa em Dónde están los ladrones? é "Sombra de Ti". Iniciado com uma melodia jazzística sombria, encontra uma Shakira vulnerável, ainda chorando por um amor perdido, admitindo que "está cada vez mais difícil ser feliz". Em termos musicais, é uma balada de soft-rock em que a voz poderosa mas melancólica da intérprete diz tristemente no refrão: "A sua sombra segue me cercando / e seguem vagando por aí / todas as palavras que dissemos / e os beijos que demos/ como sempre, hoje estou pensando em ti". O álbum se conclui com "Ojos Así". Com referências ao som tradicional do Oriente Médio, as suas letras, em espanhol e árabe, falam de viagens do Bahrein até Beirute tudo pelo desejo fervoroso de rever os olhos de um ente querido.

## Recepção

### Crítica profissional
| Críticas profissionais            | Críticas profissionais |
| Avaliações da crítica             | Avaliações da crítica  |
| Fonte                             | Avaliação              |
| --------------------------------- | ---------------------- |
| AllMusic                          | [ 24 ]                 |
| Billboard                         | favorável              |
| Latin Beat Magazine               | mista                  |
| Sputnikmusic                      | [ 34 ]                 |
| The New Rolling Stone Album Guide | [ 35 ]                 |

Dónde Están los Ladrones? recebeu críticas positivas de críticos de música, que elogiaram seus sons e letras, com um profissional comparando a Shakira à canadense Alanis Morissette. Alex Henderson, do banco de dados AllMusic, entregou ao álbum quatro estrelas e meia de cinco, a qual considerou ser "inquestionavelmente o melhor e mais essencial disco que ela gravou na década de 1990" e também afirmando que além de suas letras, a obra impressionaria até mesmo ouvintes que não falam espanhol devido a suas "melodias atraentes e a emoção que a artista infunde em suas canções". Ele encerrou sua avaliação recomendando: "Se você quiser comprar alguns dos primeiros lançamentos de Shakira, esta será a escolha ideal". A análise da Billboard também foi positiva, descrevendo a obra como um "conjunto que todos concordam que está transbordando de dor, um grupo de testemunhos apaixonados com um som pop/rock de correntes musicais ocasionalmente entrelaçadas com guitarras afiadas e interlúdios vocais", elegendo "Ojos Así" como a faixa "mais satisfatória" de seu alinhamento. Christopher John Farley ao rever Dónde Están los Ladrones? — em sua coluna na revista britânica Time —, comentou que o burburinho em torno da intérprete era justificado, escrevendo: "Em seu último CD ela levou o pop latino a um efeito emocionante. Mesmo quando o arranjo está pesado, o contralto vibrante de Shakira permanece doce e expressivo. [...] Não perder-se nesse acervo seria no mínimo crime". Mark Kemp, autor do livro The New Rolling Stone Album Guide, escreveu que o conjunto explora um território familiar na musicalidade de Shakira, porém é formado por "canções mais fortes, um som mais substancioso e vocais mais confidenciais". Complementa, dizendo, que era difícil "imaginar uma cantora com apenas 20 anos tendo escrito e gravado um conjunto de canções tão inventivo", enquanto adjetiva a produção de Estefan de "surpreendentemente de bom gosto e equilibrada".
Dirley Fernandes, editor da revista brasileira Manchete, sentiu que o trabalho mostra que Shakira "não merece ser reconhecida apenas como uma musa das pistas de dança. Na verdade, ela é uma cantora pop capaz de apresentar um repertório variado, marcado por um acento roqueiro, no caminho de estrelas como Sheryl Crow e Alanis Morissette". O portal Sputnikmusic publicou uma revisão mista, chamando Dónde están los ladrones? de uma joia da discografia de Shakira e um dos melhores lançamentos pop em espanhol da última década", embora tenha criticado sua "leve falta de inovação". Para Leila Cobo Hanlon, do Miami Herald, a obra "mantém o som característico de Shakira — melodias pop com toques de rock apoiadas por violões — bem como sua maneira profundamente pessoal de fazer música", embora observe que, "ironicamente, as falhas ocorrem apenas quando se tenta igualá-lo à fórmula de seu predecessor". Um crítico da MTV alegou que "a inovação do pop latino, Shakira, representa o tipo de eventualidade para a qual Alanis Morissette, Bob Dylan e Beck são todos precedentes". Porém, ele também observou que "aqueles que esperam criações retrabalhadas com toque latino como no [álbum] anterior ficarão severamente desapontados, exceto para os ouvintes para quem o ecletismo é normal, encontrarão muita satisfação em Dónde Están los Ladrones?, quer entendam ou não as palavras". Já Franz Reynold, da Latin Beat Magazine, analisou que "embora muitas das faixas deste conjunto sejam definitivamente associados às paradas, isso se deve mais ao fato de que elas não se afastam muito da fórmula anterior, do que a qualquer esperança de que o sucesso forneça [à Shakira] espaço para expansão". Em mais uma análise mista recebida pelo álbum, Rubens Herbst, do A Notícia, adjetivou-o de "homogêneo, bem produzido e cheio de sucessos em potencial", mas "vazio e esquecível, como todo pop de FM — e o fato de cantar em espanhol não tira Shakira do rótulo".

### Reconhecimento
Na 41.ª  edição dos Grammy Awards, Dónde Están los Ladrones? recebeu uma indicação para Melhor Álbum Latino de Rock/Alternativo; contudo, acabou perdendo para Sueños líquidos, do Maná. No 11.ª cerimônia do Premio Lo Nuestro, a gravação ganhou o troféu de Álbum Pop do Ano em um empate com Sueños Líquidos. No 6.º Billboard Latin Music Award, foi reconhecido como Álbum Pop do Ano por uma Artista Feminina, enquanto nos Premios Globo venceu na categoria de Melhor Álbum Pop para uma Artista Feminina. Já, no Ritmo Latino Music Awards, Shakira faturou o prêmio de Artista Pop Feminina ou Grupo. Foi reconhecido, ainda, como Álbum Latino do Ano nos Premios Gardel de 2000. Além de constar nestas premiações, o material foi incluído no livro 1001 Albums You Must Hear Before You Die, que apresenta os 1001 álbuns necessários de se ouvir antes de morrer. De forma similar, a Sony Music enumerou-o entre as 1000 gravações que você deve ouvir antes de morrer. Ao compilar os 150 maiores discos femininos de todos os tempos, a National Public Radio colocou-o no 95.º posto. Em 2020, foi posicionado na 496.ª colocação da lista dos 500 melhores álbuns de todos os tempos da revista musical Rolling Stone, sendo um dos poucos em língua espanhola a ser incluído, com um editor descrevendo seu conteúdo como um "estelar set de dance-rock que viaja pelo mundo, que mistura sons da Colômbia, México e do Líbano, terra natal de seu pai".

## Singles

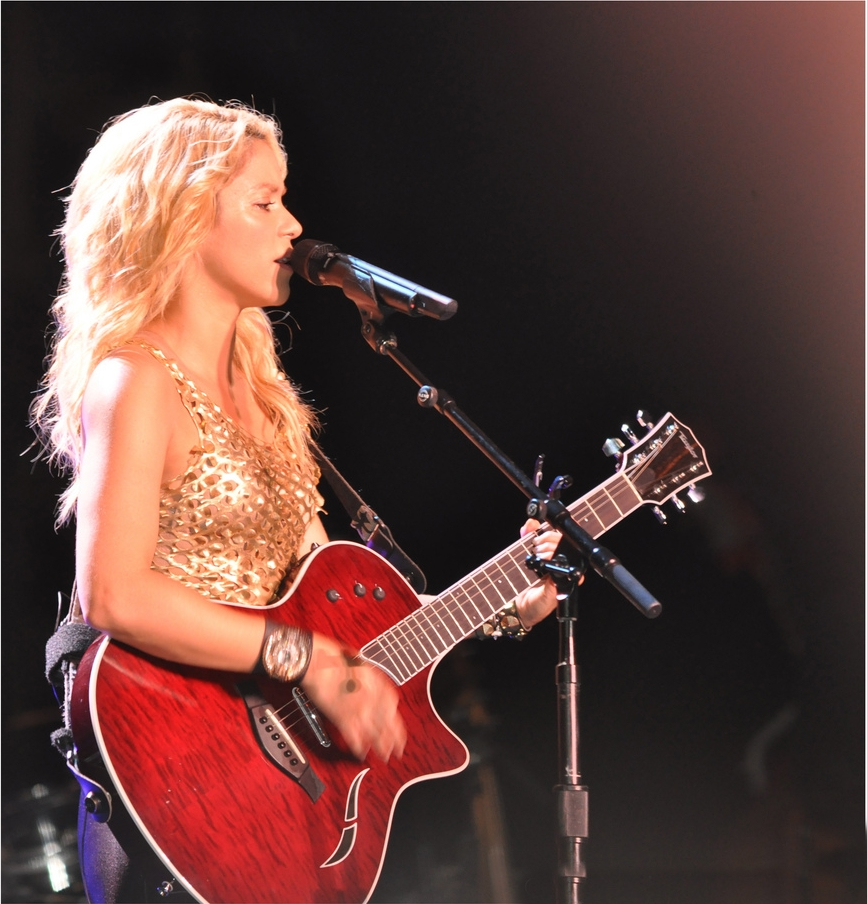
A artista cantando "Inevitable" na The Sun Comes Out World Tour (2011).

"Ciega, Sordomuda" foi lançado em 7 de setembro de 1998 como o primeiro single de Dónde Están los Ladrones?. Comercialmente, a composição obteve um excelente desempenho; chegou ao número um na Colômbia, país natal de Shakira, menos de uma semana após seu lançamento, tornando-se a canção pop mais rápida a realizar esse feito lá. Nos Estados Unidos, tornou-se a primeira música da artista a ocupar o topo da tabela genérica Hot Latin Songs, onde permaneceu por três semanas consecutivas nessa posição. Enquanto na Latin Pop Songs fez o mesmo, constando no primeiro lugar por três atualizações. Também alcançou o número um nas paradas de países da América Central e Venezuela. Lançado em 25 de setembro de 1998, seu videoclipe correspondente foi dirigido por Gustavo Garzón. Nele, a colombiana é presa junto com muitas outras pessoas, e escapa com a ajuda de seu interesse amoroso, que mais tarde se veste de policial. Ela, então, se esconde em uma loja de perucas, fingindo ser um manequim, e dirige um carro com os olhos vendados enquanto toda a cidade a procura, também com os olhos vendados. Nos Premio Lo Nuestro de 1999, foi nomeado para Vídeo do Ano.
"Tú" foi selecionado como o segundo single do projeto. Ele repetiu o sucesso de seu anterior, alcançando as primeiras posições na Latin Pop Songs e Hot Latin Songs. Seu vídeo musical, lançado em 1 de dezembro, foi dirigido por Emilio Estefan e gravado em Orlando, Flórida. Foi filmado em uma única tomada, em preto-e-branco, e nele se vê Shakira em uma casa cheia de coisas. Ela, enquanto canta, faz as suas atividades cotidianas, como depilar as pernas. Durante toda a gravação, a cantora se aproxima e se distancia da tela, simulando ser uma janela. Na sequência, a terceira música de trabalho do registro, "Inevitable", foi liberada. Um sucesso comercial, alcançou a terceira e a segunda posição nas Latin Songs e Latin Pop Songs, respectivamente. O seu videoclipe, dirigido por Garzón, apresenta um tema simples, onde a intérprete aparece cantando em um palco central circular, com o local lotado de gente. Foi, paralelamente, utilizado no comercial da Pepsi para a América Latina.
Em 1999, "No Creo" é lançado como o quarto single. Em termos comerciais, classificou-se no segundo e nono lugar da Latin Pop Songs e Hot Latin Songs, respectivamente. A música recebeu dois videoclipes: o primeiro foi a performance no primeiro album ao vivo da artista, MTV Unplugged (2000), e o segundo, também dirigido por Garzón, podemos ver uma mudança no visual de Shakira, já com cabelos castanhos. Como na maioria dos vídeos de Garzón para a colombiana, se faz uma ironia à sociedade e aos estereótipos sociais. "Ojos Así" foi escolhida como a faixa de trabalho seguinte de Dónde Están los Ladrones?. Comercialmente, alcançou os números 9 e 22 na Latin Pop Songs e Hot Latin Songs, respectivamente. Dirigido por Mark Kohr, em seu videoclipe, a intérprete aparece com o cabelo tingido de vermelho, cantando e dançando para um grande público, com a multidão trajando adereços tipicamente islâmicos. Ao fundo, há um olho de neon gigante, que dispara faíscas. Há também cenas em que ela realiza movimentos de dança do ventre, com serpentes pintadas em seu braço e linhas vermelhas em sua cabeça. A gravação foi indicada a Melhor Vídeo Musical de Curta Duração na primeira edição do Grammy Latino. O último single do projeto, "Moscas en la Casa", foi lançado no fim de 1999. O videoclipe do tema é na verdade a sua apresentação no MTV Unplugged. Atingiu as 10.ª e 25.ª ocupações no Latin Pop Songs e Hot Latin Songs, respectivamente.

## Promoção

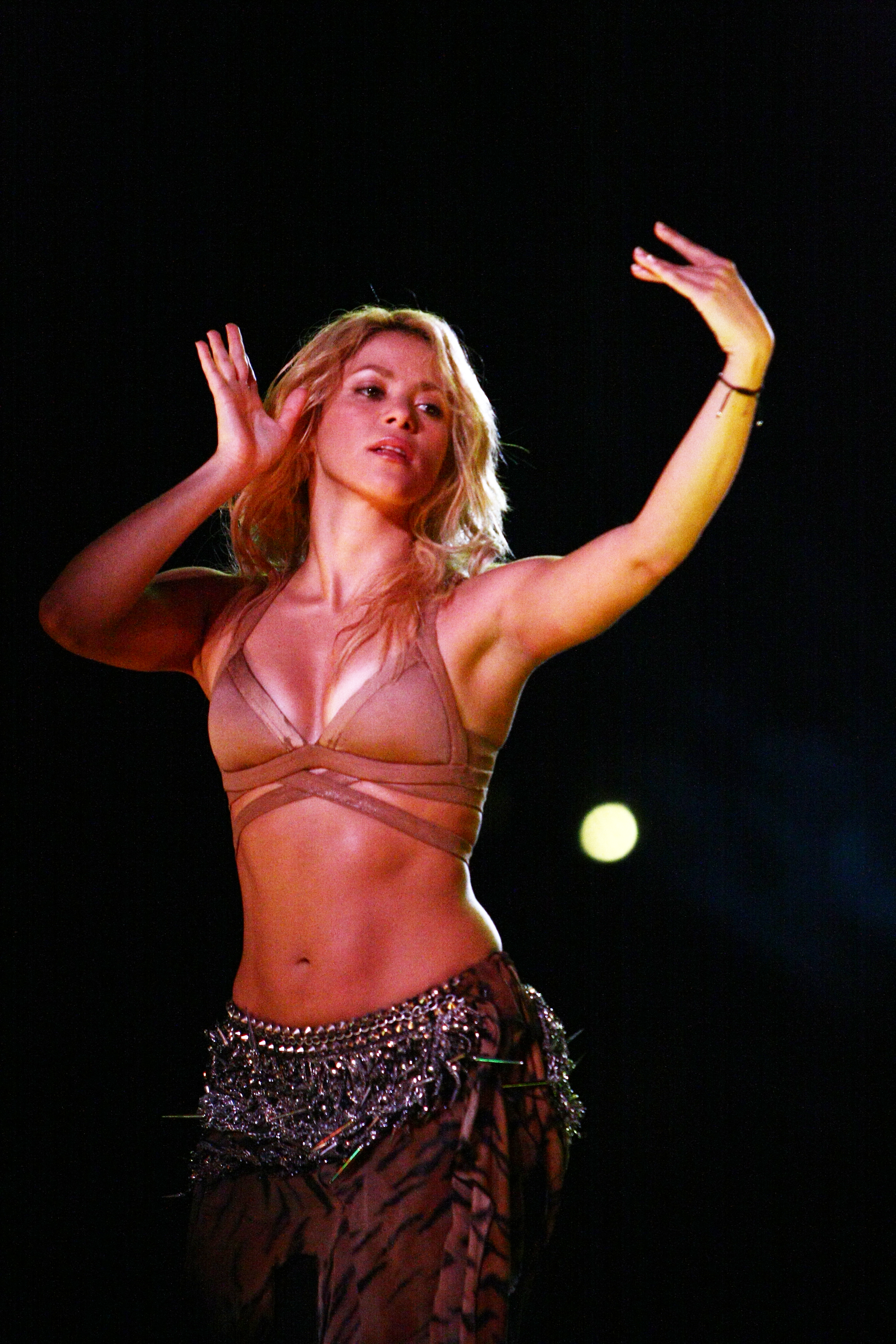
Shakira apresentando "Ojos Así", durante um concerto da turnê The Sun Comes Out World Tour, em Singapura (2008).

A promoção para Dónde Están los Ladrones?, começou quando Shakira apresentou "Ciega, Sordomuda" no programa Con T de Tarde, na Espanha, em setembro de 1998. Pouco antes do lançamento do álbum, ela falou sobre o mesmo em uma entrevista aos programas brasileiros Video Show e Planeta Xuxa. Em outubro, ela viajou ao país, onde cantou e foi entrevistada em inúmeras atrações, incluindo o Planeta Xuxa, Angel Mix e o Jô Soares Onze e Meia. Em 28 de janeiro de 1999, fez sua estreia na televisão americana, aparecendo no The Rosie O'Donnell Show. Gloria Estefan foi quem a entrevistou, ao invés de O'Donnell; aqui, ela executou uma versão em inglês de "Inevitable", enquanto sofria de febre causada pelo nervosismo. Em seguida, a artista foi a Venezuela para se apresentar no programa de TV, Maite, da Venevision: na ocasião, falou sobre seu início na música, suas relações familiares e, também, deu voz a "Ciega, Sordomuda". A colombiana executou "Inevitable" como parte de um medley com "Come to My Window", ao lado da cantora estadunidense Melissa Etheridge, nos ALMA Awards em 6 de março. No mesmo mês ela retornou ao Brasil, onde tocou "No Creo" e "Estoy Aqui" no Domingão do Faustão. Em seguida, interpretou diversas canções do disco no Note e Anote e no Programa Livre. Retornou aos Estados Unidos, em maio, para se apresentar no Premio Lo Nuestro, em Miami, e no Festival Cinco de Mayo, em Los Angeles. No Chile, a artista compareceu ao programa Viva el Monday, do Canal 13, na qual foi entrevistada e tratou sobre o álbum, bem como a respeito do ínicio de sua carreira. Em novembro, cantou nos Premios Amigo, na Espanha, enquanto também se apresentou no concurso Miss Colômbia, encerrando o evento. "Ojos Así" foi interpretado no palco da primeira edição do Grammy Latino, realizado em 13 de setembro de 2000: na ocasião, a cantora realizou uma performance "selvagem" e coreografada da canção, apoiada por dançarinos segurando tochas e um cenário com imagens de água, enquanto vestia um traje vermelho.
Outra forma de divulgar a obra ocorreu através da turnê Tour Anfibio. Iniciada em 17 de março de 2000 em Lima, Peru, e concluída em 12 de maio do mesmo ano em Buenos Aires, Argentina, passou por arenas na América do Norte e do Sul, durante 21 concertos. Foi patrocinada pela Nokia. O nome "anfíbio" foi escolhido pela intérprete por ter uma definição muito parecida com a forma como ela se identificava e se manifestava naquele momento: terrena, visceralmente ligada ao elemento água, capaz de se adaptar e estar disposta a vivenciar a metamorfose. A cenografia lembrava o espaço sideral. Shakira comentou sobre o espetáculo, dizendo: "Você terá que descobrir. É um convite para você assistir ao show e decrifrá-lo. Não tem nada a ver com apresentações passadas. Você verá uma Shakira evoluída e renovada". O repertório da digressão mesclava músicas de Dónde están los ladrones? com algumas de Pies Descalzos. Além disso, ela incluiu um cover de "Alfonsina y el Mar", originalmente gravado pela argentina Mercedes Sosa. As críticas à turnê incluíram os altos preços dos ingressos, a venda desorganizada na Guatemala — o que, segundo a imprensa, poderia ter causado uma tragédia —, os longos atrasos no início dos espetáculos, sua curta duração e a acusação de uso de sincronia labial em um concerto em Porto Rico. Contudo, a excursão foi um sucesso comercial, rendendo a Shakira uma posição na lista das 50 maiores turnês, publicada no verão de 2000, pela revista Pollstar. Não obteve um registro oficial em DVD, porém algumas apresentações foram gravadas e exibidas por emissoras locais de televisão, como por exemplo o concerto no Luna Park, de Buenos Aires, foi transmitido como um especial pelo canal Telefe.

## Impacto e legado

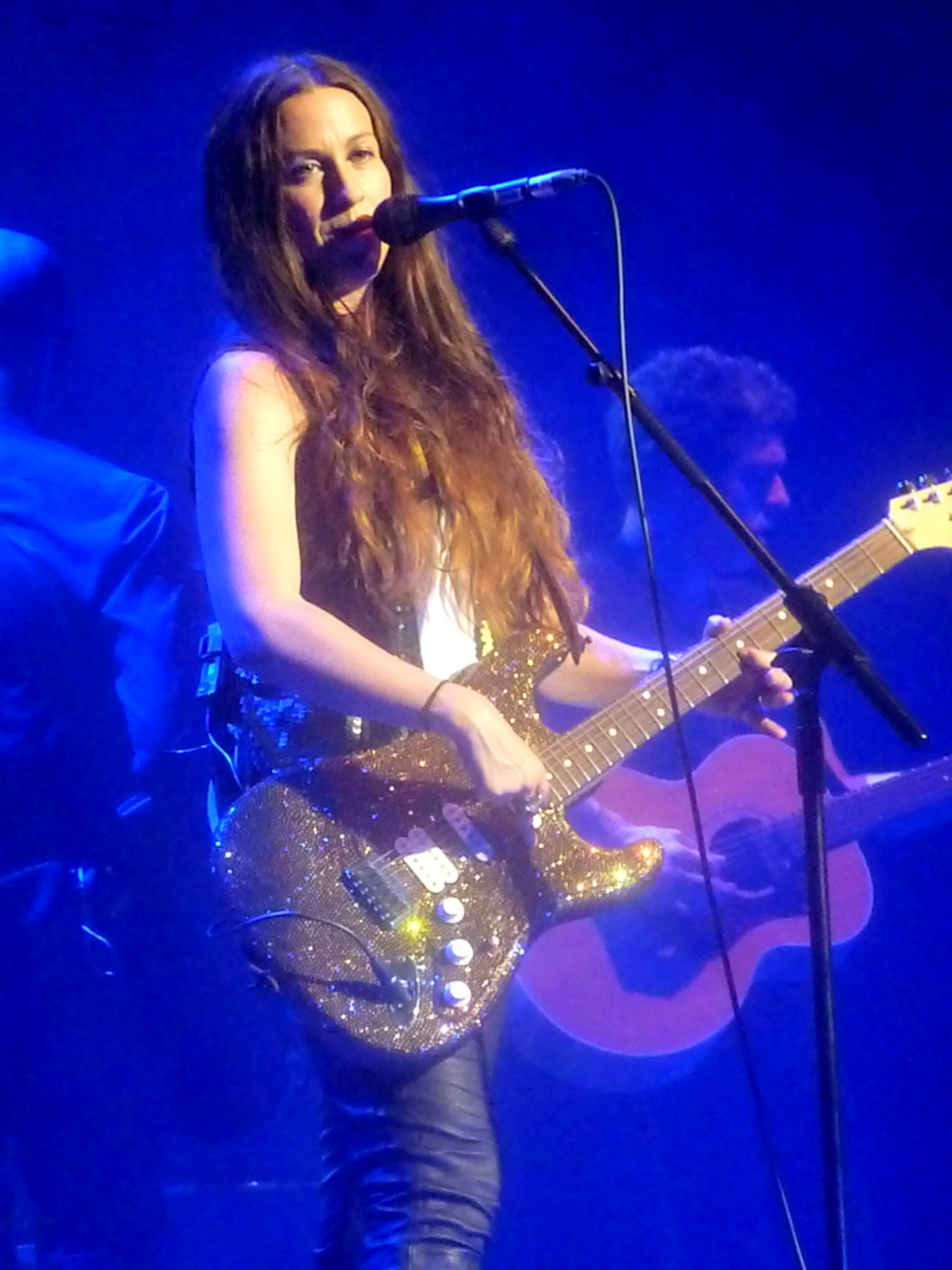
Com Dónde Están los Ladrones?, Shakira foi imediatamente comparada à cantora canadense Alanis Morissette (foto) devido à semelhança de sua sonoridade e estilo visual.

Segundo o jornalista musical Sebastián Peña, da revista Shock, Dónde Están los Ladrones? pretendia superar o sucesso, a qualidade e a atenção que Shakira havia alcançado com seu álbum anterior, algo que ela sem dúvida conseguiu. Ele acrescentou que a colombiana ousou fazer algo que muito poucos artistas daquela época fizeram por medo de não tocar no rádio, dizendo muitas coisas, criticando os corruptos e aqueles que vivem suas vidas superficialmente, conseguindo em várias palavras ser revolucionária para aquela década. Naquela época, quando uma nova corrente de artistas latinos estavam decolando, nenhum conseguiu transcender com uma base de fãs bem estabelecida, algo que Shakira fez. A cantora também foi creditada por abrir novas portas para as mulheres na indústria e mostrou às pessoas que ela poderia se tornar uma "super-heroína" para o público, apesar do fato de que as artistas femininas sempre eram tidas em segundo plano. Para a mídia anglófona, ela passou a ser rotulada de "a Alanis Morissette latina" devido à semelhança musical e na proposta visual e, graças a este álbum, Shakira conseguiu ter maior ênfase durante o boom internacional de cantoras surgidas no final do segundo milênio. O álbum ainda a levou a ser descrita pela Time como "a princesa do rock latino" e a ser considerada, em seu país, como "a artista colombiana do milênio".
De acordo com o livro Shakira: Mujer Full of Grace, de Ximena Diego, o estilo da colombiana em Dónde Están los Ladrones? e mais especificamente no videoclipe de "Ciega, Sordomuda" se tornaram uma tendência em jovens da época; várias adolescentes passaram a imitar a roupa e os acessórios que a cantora usava, milhares de cartas de fãs chegaram até Shakira, seu trabalho resultou na comercialização de brinquedos infantis ao redor do país, estabelecendo até mesmo as bases para levar a música latina para culturas totalmente estrangeiras, como a europeia e a asiática. A Rolling Stone credita a cantora por redefinir a música latina com seus dois primeiros discos, sendo Dónde Están los Ladrones? o que mudou as regras do rock hispânico, estabelecendo as bases para futuros roqueiros dessa região, também a apresentou ao público estadunidense e a tornou um nome conhecido no rock latino. Segundo a mesma revista, artistas femininas como Francisca Valenzuela e Jessie Reyez produzem letras de amor e desgosto que, nas suas palavras, é resultado da inspiração que este álbum deu a toda uma geração de mulheres em escrever as suas próprias canções sem "pedir desculpas".
Um editor do portal InNewsMusic afirma que, com o disco, "Shakira foi pioneira na integração de diversos estilos musicais, do rock à música árabe, criando um som distinto que definiu a sua carreira. O seu compromisso com a autenticidade e a inovação musical estabeleceu novos padrões na indústria e influenciou inúmeros artistas emergentes". Expressa, ainda, que a obra "inspirou uma geração de artistas a experimentar e explorar novas formas de expressão musical. Dónde Están los Ladrones? é um lembrete da beleza e complexidade da música latina e de sua capacidade de conectar e mover pessoas de diferentes culturas e origens". A obra também é considerada influente entre as mulheres e a população LGBT, de acordo com uma pesquisa. Juan Alberto Mata, especialista em indústria musical e professor de música da Universidade Peruana de Ciências Aplicadas, disse à RPP TV que o álbum "definitivamente não decepcionou", argumentando: "Os níveis de composição e produção foram fantásticos. Serviu de suporte para a entrada de Shakira no mercado anglo-saxão com o apoio da Sony Music e de Emilio Estefan". A obra é também citada por vários artistas latinos subsequentes — tais como Sebastián Yatra, Francisca Valenzuela e Camilo —, como algo influente em suas construções musicais.

## Versão em inglês
O sucesso de Dónde Están los Ladrones?, despertou na cantora cubano-americana Gloria Estefan, esposa de Estefan, o interesse em convencer Shakira a gravar uma versão em inglês do álbum como tentativa de entrada na indústria musical anglófona. No entanto, Shakira ficou inicialmente hesitante com a ideia, uma vez que não era a sua língua materna; então, Gloria se ofereceu para traduzir "Ojos Así" para o inglês, a fim de mostrar a ela que suas canções poderiam permanecer com qualidade se bem traduzidas. A colombiana, então, começou a traduzir a música ela mesma e mostrou para Gloria, que disse: "Sinceramente, eu não poderia fazer isso melhor". Como Shakira queria ter controle total sobre suas gravações, ela decidiu aprender inglês melhor para permitir que ela mesma escrevesse suas músicas. Em janeiro de 1999, a colombiano deveria retornar ao estúdio para iniciar as gravações do projeto. Isso não veio à se concretizar, e um novo álbum intitulado Laundry Service foi lançado em 2001, como seu primeiro projeto crossover.

## Alinhamento de faixas
Créditos adaptado do encarte.
| N.º            | Título                      | Letras             | Música                            | Produtor(es)          | Duração |  |
| 1.             | "Ciega, Sordomuda"          | Shakira Mebarak R. | Mebarak Estefano Salgado          | Mebarak Lester Mendez | 4:28    |  |
| 2.             | "Si Te Vas"                 | Mebarak            | Mebarak Luis Fernando Ochoa       | Mebarak Ochoa         | 3:30    |  |
| 3.             | "Moscas en la Casa"         | Mebarak            | Mebarak                           | Mebarak Mendez        | 3:32    |  |
| 4.             | "No Creo"                   | Mebarak            | Mebarak Ochoa                     | Mebarak Ochoa         | 3:53    |  |
| 5.             | "Inevitable"                | Mebarak            | Mebarak Ochoa                     | Mebarak Ochoa         | 3:13    |  |
| 6.             | "Octavo Día"                | Mebarak            | Mebarak Mendez                    | Mebarak Mendez        | 4:32    |  |
| 7.             | "Que Vuelvas"               | Mebarak            | Mebarak                           | Mebarak Mendez        | 3:51    |  |
| 8.             | "Tú"                        | Mebarak            | Mebarak                           | Mebarak Mendez        | 3:35    |  |
| 9.             | "Dónde Están los Ladrones?" | Mebarak            | Mebarak Ochoa                     | Mebarak Ochoa         | 3:14    |  |
| 10.            | "Sombra de Ti"              | Mebarak            | Mebarak Ochoa                     | Mebarak Ochoa         | 3:35    |  |
| 11.            | "Ojos Así"                  | Mebarak            | Mebarak Pablo Flores Javier Garza | Mebarak Flores Garza  | 3:57    |  |
| Duração total: | Duração total:              | Duração total:     | Duração total:                    | Duração total:        | 41:06   |  |

| Dónde Están los Ladrones? – Faixas bônus da versão japonesa |                                      |         |                 |         |  |
| N.º                                                         | Título                               | Letras  | Música          | Duração |  |
| 12.                                                         | "Ciega, Sordomuda" (12´full mix)     | Mebarak | Mebarak Salgado | 10:52   |  |
| 13.                                                         | "Ciega, Sordomuda" (Edição de rádio) | Mebarak | Mebarak Salgado | 4:37    |  |

| Dónde Están los Ladrones? – Faixas bônus da versão alemã |                            |                      |         |  |
| N.º                                                      | Título                     | Compositor(es)       | Duração |  |
| 12.                                                      | "Estoy Aquí"               | Mebarak Ochoa        | 3:44    |  |
| 13.                                                      | "Ojos Así" (Versão single) | Mebarak Flores Garza | 3:56    |  |

| Dónde Están los Ladrones? – Faixas bônus da versão cassete da Indonésia |                                 |                |         |  |
| N.º                                                                     | Título                          | Compositor(es) | Duração |  |
| 12.                                                                     | "Estoy aquí" (Versão do álbum)  | Mebarak Ochoa  | 3:44    |  |
| 13.                                                                     | "Estoy Aquí" (Love + Tears Mix) | Mebarak Ochoa  | 5:07    |  |
| 14.                                                                     | "Estoy Aquí" (Club Mix)         | Mebarak Ochoa  | 9:04    |  |

## Créditos
Lista-se abaixo os profissionais envolvidos na elaboração de Music, de acordo com o encarte do álbum:
Locais de gravação
| - Crescent Moon Studios (Miami, Flórida) - Criteria Recording Studios (Miami, Flórida) |

Equipe e músicos
| - Shakira → produtora musical, compositora, vocal, gaita - Emilio Estefan Jr. → produtor executivo - Javier Garza → produtor, engenheiro de gravação, mixagem, programador - Luis Fernando Ochoa → produtor, compositor, violão, contrabaixo - Lester Mendez → produtor, arranjos de corda, programador - Pablo Flores → produtor, programador - Sebastian Krys → engenheiro, mixagem - Steve Menezes → engenheiro assistente - Alfred Figueroa → engenheiro assistente - Kieran Wagner → engenheiro assistente - Chris Wiggins → engenheiro assistente | - Kevin Dillon → coordenador - Wendy Pedersen → vocais de apoio - Adam Zimmon → violão - Marcelo Acevedo → guitarra - Randy Barlow → acordeão - Teddy Mulet → trompete - Brendan Buckley → bateria - Joseph Quevedo → bateria - Edwin Bonilla → percussão - John Falcone → baixo elétrico |

## Desempenho comercial
Um sucesso comercial, Dónde Están los Ladrones? vendeu 300 mil cópias no dia de seu lançamento e mais de um milhão até o final de seu primeiro mês de publicação. Nos Estados Unidos, o álbum estreou no número 141 da tabela Billboard 200 — na semana de 17 de outubro de 1998 —, vendendo 10 mil e 500 unidades; um aumento de 75% em relação à atualização anterior, quando não vendeu o suficiente para estrear no gráfico. Na semana seguinte, subiu para a 131.ª ocupação, que foi seu pico, após experimentar um aumento de 10% em suas vendas. Apesar disso, conseguiu conquistar o topo dos gráficos genéricos Top Latin Albums e Latin Pop Albums. Em dezembro de 1998, foi revelado que o disco havia comercializado 500 mil réplicas no país e 1 milhão e 500 mil em todo o mundo. Mais tarde, recebeu um certificado de platina emitido pela Recording Industry Association of America (RIAA), denotando um milhão de exempláres vendidos na nação. De acordo com a Nielsen SoundScan, até outubro de 2017, o real valor de vendas do projeto por lá era de 920 mil unidades, o que o tornava o nono álbum latino mais adquirido de todos os tempos nos Estados Unidos.
Dónde Están los Ladrones? também registrou entrada nas paradas dos discos mais adquiridos em países da Europa; na Espanha, obteve o 22.º posto como melhor e recebeu um certificado de platina da Productores de Música de España (PROMUSICAE), reconhecendo 100 mil vendas. Em terras alemãs, debutou na lista dos cem mais comprados, a GfK Entertainment Charts, na 99.ª posição, em 11 de fevereiro de 2002. Semanas depois, chegou ao seu pico, a colocação 79; passou um total de nove edições no gráfico. Nos Países Baixos, teve uma posição semelhante em sua estreia, a 99.ª, em 20 de abril de 2002, saindo da tabela na semana seguinte. Dois meses depois, ele retornou à parada no número 88. Depois de sair do compilado mais uma vez, voltou na 88.ª em 17 de agosto e, na atualização seguinte, saltou para 78. Debutou, na Suíça, no número 89 em março de 2002 e, no final do mês seguinte, pulou para 73. Totalizou cinco semanas de permanência no gráfico.
Nos países latino-americanos, a repercussão comercial do trabalho foi enorme. Na Colômbia, terra natal de Shakira, foi certificado como platina tripla pela Asociación Colombiana de Productores de Fonogramas (ASINCOL), denotando 180 mil cópias comercializadas. Também recebeu três discos de platina no Chile e na Venezuela, além de platina dupla no México e Uruguai. Ja em território argentino foi lider absoluto da parada musical e, pouco depois, foi concedido-lhe quatro certificados de platina pela Cámara Argentina de Productores de Fonogramas y Videogramas (CAPIF) em reconhecimento às 365 mil unidades compradas, enquanto no Brasil, apesar de não ter sido certificado, vendeu mais de 100 mil réplicas até julho de 2000. No total, Dónde Están los Ladrones? já comercializou mais de 7 milhões de cópias no mundo todo.
| País — Tabela musical (1998—2000)   | Posição de pico |
| ----------------------------------- | --------------- |
| Alemanha (GfK Entertainment Charts) | 79              |
| Argentina (CAPIF)                   | 1               |
| Espanha (PROMUSICAE)                | 22              |
| Estados Unidos (Billboard 200)      | 131             |
| Estados Unidos (Heatseekers Albums) | 2               |
| Estados Unidos (Latin Pop Albums)   | 1               |
| Estados Unidos (Top Catalog Albums) | 30              |
| Estados Unidos (Top Latin Albums)   | 1               |
| Países Baixos (Dutch Charts)        | 78              |
| Suíça (Schweizer Hitparade)         | 73              |

| País — Tabela musical (1998)      | Posição |
| --------------------------------- | ------- |
| Estados Unidos (Latin Pop Albums) | 8       |
| Estados Unidos (Top Latin Albums) | 18      |
| País — Tabela musical (1999)      | Posição |
| Estados Unidos (Latin Pop Albums) | 4       |
| Estados Unidos (Top Latin Albums) | 5       |

| Região                                                                                             | Certificação | Vendas    |
| -------------------------------------------------------------------------------------------------- | ------------ | --------- |
| Argentina (CAPIF)                                                                                  | 4× Platina   | 365 000   |
| Chile (IFPI)                                                                                       | 3× Platina   | 60 000^   |
| Colômbia (ASINCOL)                                                                                 | 3× Platina   | 300 000   |
| Espanha (PROMUSICAE)                                                                               | Platina      | 100 000^  |
| Estados Unidos (RIAA)                                                                              | Platina      | 920 000   |
| México (AMPROFON)                                                                                  | 3× Platina   | 180 000^  |
| Turquia (Mu-YAP)                                                                                   | 3× Platina   | 300 000*  |
| Uruguai (CUD)                                                                                      | 2× Platina   | 12 000^   |
| Venezuela (APFV)                                                                                   | 3× Platina   | 159 351   |
| Resumos                                                                                            |              |           |
| América Central (IFPI)                                                                             | 4× Platina   | 70 000    |
| Mundo                                                                                              | —            | 7 000 000 |
| *números de vendas baseados somente na certificação ^distribuições baseadas apenas na certificação |              |           |